# 前田弘二
前田 弘二（まえだ こうじ、1978年2月21日 - ）は、日本の映画監督である。『婚前特急』や『夫婦フーフー日記』などの作品を手がけている。

## 経歴
1978年2月21日、鹿児島県種子島に生まれる。三重県で美容師を務めたのち、上京した。8年間にわたりテアトル新宿でアルバイトをする傍ら、自主映画を制作した。2006年、『古奈子は男選びが悪い』が第10回水戸短編映像祭にてグランプリを受賞する。
2011年、吉高由里子主演の『婚前特急』を監督する。2014年、榮倉奈々主演の『わたしのハワイの歩きかた』を手がけた。2015年、佐々木蔵之介と永作博美を主演に迎えた『夫婦フーフー日記』が公開される。2016年、橋本環奈主演の『セーラー服と機関銃 -卒業-』が公開される。

## フィルモグラフィー

### 長編映画
- 婚前特急（2011年）
- わたしのハワイの歩きかた（2014年）
- 夫婦フーフー日記（2015年）
- セーラー服と機関銃 -卒業-（2016年）
- まともじゃないのは君も一緒（2021年）
- こいびとのみつけかた（2023年）

### 短編映画
- 女（2005年）
- 鵜野（2005年）
- 古奈子は男選びが悪い（2006年）
- ラーメン（2006年、『over8』の一編）
- 誰とでも寝る女（2007年）
- 恋の裸（2007年、『裸 over8』の一編）
- 遊泳禁止区域（2007年）
- 先輩の女（2008年）
- ガレージで（2021年）
- いつも難しそうな本ばかり読んでる日高君（2022年）

### オリジナルビデオ
- くりいむレモン 旅のおわり（2008年）

### テレビ
- 太陽は待ってくれない（2012年）
- 街並み照らすヤツら（2024年）

### ウェブ
- 婚前特急-ジンセイは17から-（2009年）
- 婚前特急-ジンセイやっぱ21から-（2010年）
- 婚前特急-結婚まであと117日-（2011年）
- ラブ・スウィング 〜色々な愛のかたち〜（2012年）
- トラック運転手 久保明の日記（2015年）
- しろときいろ～ハワイと私のパンケーキ物語～（2018年）[10]

## 受賞
- 2011年 - 第3回TAMA映画賞 - 最優秀新進監督賞受賞（『婚前特急』）[11]
- 2012年 - 第33回ヨコハマ映画祭 - 新人監督賞（『婚前特急』）[12]
- 2012年 - 第21回日本映画プロフェッショナル大賞 - 新人監督賞（『婚前特急』）[13]